# Pedro Gual y Pujadas
Pedro Gual y Pujadas (Canet de Mar, 1813-Lima, 1890) fue un sacerdote, misionero franciscano y escritor español.

## Biografía
Nacido el 27 de febrero de 1813 en la localidad barcelonesa de Canet de Mar, profesó el año 1832 en la orden franciscana, en el convento establecido en Gerona. Salió de España en 1835 y fijó su residencia en Roma, se ordenó de sacerdote y se dedicó a las misiones. Habría llegado a Perú en 1845: pasó a Ocopa y fue elegido guardián del convento de su orden y después predicador de todo el arzobispado. Fue comisionado por el Gobierno del Perú para asistir al concilio Vaticano en representación de aquella República y como procurador del arzobispo de Lima. Además de la Guardianía de Ocopa, desempeñó los cargos de guardián de los descalzos, dos veces, lector de teología y derecho canónico, primer rector de la tercera orden en Lima, y fundador del de Callao, definidor general de toda la orden y comisario general de los misioneros de Propaganda Fide en América del Sur, examinador sinodal y censor del Obispado. Falleció en Lima el 3 de octubre de 1890.

## Obras
- El equilibrio entre las dos potestades (1857).[1]
- La moralizadora, salvadora del mundo es la confesión sacramental.[1]
- La vida de Jesús, por Ernesto Renan, ante el tribunal de la filosofía y de la historia.[1]
- Triunfo del catolicismo en la definición dogmática del augusto misterio de la Inmaculada Concepción (1862).[1]
- El derecho de propiedad.[1]
- La infalibilidad del Romano Pontificio.[1]
- El concilio Vaticano.[1]
- Curso de misiones apostólicas, doctrinas y sermones.[1]
- La India cristiana ó Cartas Bíblicas contra los libros de Luis Jacolliot. La Biblia en la India y Los hijos de Dios (1878).[1]
- Curso de ejercicios espirituales para el clero secular y regular.[1]
- Refutación de Mr. Campollión.[1]
- El Rosario meditado.[1]
- Cuestión canónica entre el Ilustrisimo señor Obispo del Paraguay (Bernardino de Cárdenas) y los RR. PP. Jesuitas (1879).[1]